# جاك هايات
جاك هايات (بالإنجليزية: Jack Hiatt)‏ هو لاعب كرة قاعدة أمريكي، ولد في 27 يوليو 1942 في بيكرسفيلد في الولايات المتحدة.

## وصلات خارجية
- جاك هايات على موقعبيزبول رفرنس.كوم (الدوري الرئيسي) (الإنجليزية)
- جاك هايات على موقعبيزبول رفرنس.كوم (الدوري الثانوي) (الإنجليزية)